# (1484) Postrema
(1484) Postrema – planetoida z pasa głównego asteroid okrążająca Słońce w ciągu 4 lat i 194 dni w średniej odległości 2,74 au. Została odkryta 29 kwietnia 1938 roku w Obserwatorium Simejiz na górze Koszka na Półwyspie Krymskim przez Grigorija Nieujmina. Nazwa planetoidy pochodzi od łacińskiego słowa "ostatni" jako ostatniego odkrycia Nieujmina, co jednak nie jest zgodne z prawdą. Przed nadaniem nazwy planetoida nosiła oznaczenie tymczasowe (1484) 1938 HC.